# Seznam ostrovů Grónska
Grónsko tvoří největší ostrov světa stejného názvu a okolní ostrovy.

## Tabulka ostrovů
Tabulka uvádí ostrovy s rozlohou přes 500 km².
| #  | ostrov                 | rozloha (km²) | pobřeží (km) | max.nadm. výška (m) | nejvyšší vrchol  | počet obyvatel | hustota zalidnění | největší sídlo | část státu                          | část moře        | souostroví | lokalizace                      |
| -- | ---------------------- | ------------- | ------------ | ------------------- | ---------------- | -------------- | ----------------- | -------------- | ----------------------------------- | ---------------- | ---------- | ------------------------------- |
| 1  | Grónsko                | 2 130 800,0   | —            | 3 694               | Gunnbjørn Fjeld  | 40 999         | 0,02              | Nuuk           | 7 administrativních jednotek        | 6 moří           | —          | 72° s. š., 40° z. d.            |
| 2  | Disko                  | 8 488,6       | —            | 1 610               | Qattuneriserpoq  | 905            | 0,11              | Qeqertarsuaq   | Qeqertalik                          | Baffinovo moře   | —          | 69°45′ s. š., 53°30′ z. d.      |
| 3  | Milneland              | 3 766,9       | —            | 2 100               | —                | 0              | 0,00              | —              | Sermersooq                          | Grónské moře     | —          | 70°42′ s. š., 26°22′ z. d.      |
| 4  | Traill                 | 3 458,6       | —            | 1 884               | —                | 0              | 0,00              | —              | Národní park Severovýchodní Grónsko | Grónské moře     | —          | 72°35′ s. š., 23°18′ z. d.      |
| 5  | Ymer                   | 2 418,7       | —            | 1 900               | Angelin Bjerg    | 0              | 0,00              | —              | Národní park Severovýchodní Grónsko | Grónské moře     | —          | 73°9′ s. š., 24°20′ z. d.       |
| 6  | Nares Land             | 1 775,7       | —            | 1 067               | Blåfjeld         | 0              | 0,00              | —              | Národní park Severovýchodní Grónsko | Lincolnovo moře  | —          | 82°25′ s. š., 46°6′ z. d.       |
| 7  | Geographical Society Ø | 1 741,5       | —            | 1 730               | Svedenborg Bjerg | 0              | 0,00              | —              | Národní park Severovýchodní Grónsko | Grónské moře     | —          | 72°57′ s. š., 23°15′ z. d.      |
| 8  | Clavering Ø            | 1 535,0       | —            | 1 604               | Ortlerspids      | 0              | 0,00              | Eskimonæs      | Národní park Severovýchodní Grónsko | Grónské moře     | —          | 74°16′ s. š., 21°8′ z. d.       |
| 9  | Shannon                | 1 256,9       | —            | 305                 | Meyerstein Bjerg | 0              | 0,00              | —              | Národní park Severovýchodní Grónsko | Grónské moře     | —          | 75°8′ s. š., 18°24′ z. d.       |
| 10 | Ammassalik Ø           | 698,3         | —            | 1 352               | —                | 2 093          | 3,00              | Tasiilaq       | Sermersooq                          | Irmingerovo moře | —          | 65°43′ s. š., 37°35′ z. d.      |
| 11 | Sammisoq               | 668,9         | —            | 1 546               | Niaqornaq        | 0              | 0,00              | Ikerasassuaq   | Kujalleq                            | Irmingerovo moře | Nunap Isua | 60°3′10″ s. š., 43°41′12″ z. d. |
| 12 | Kuhn Ø                 | 641,6         | —            | 1 130               | Schwarze Wand    | 0              | 0,00              | —              | Národní park Severovýchodní Grónsko | Grónské moře     | —          | 74°53′ s. š., 20°15′ z. d.      |
| 13 | Alluttoq               | 631,3         | —            | 1 546               | Niaqornaq        | 0              | 0,00              | Ataa           | Avannaata                           | Baffinovo moře   | —          | 69°44′30″ s. š., 51°8′ z. d.    |
| 14 | Hendrik Ø              | 585,1         | —            | 1 100               | —                | 0              | 0,00              | —              | Národní park Severovýchodní Grónsko | Lincolnovo moře  | —          | 82°5′ s. š., 53°30′ z. d.       |
| 15 | Store Koldewey         | 573,1         | —            | 971                 | —                | 0              | 0,00              | —              | Národní park Severovýchodní Grónsko | Grónské moře     | Koldewey   | 76°22′ s. š., 18°47′30″ z. d.   |
| 16 | Upernivik              | 512,3         | —            | 2 100               | Palup Qaqqaa     | 0              | 0,00              | —              | Avannaata                           | Baffinovo moře   | —          | 71°16′ s. š., 52°45′ z. d.      |

## Galerie

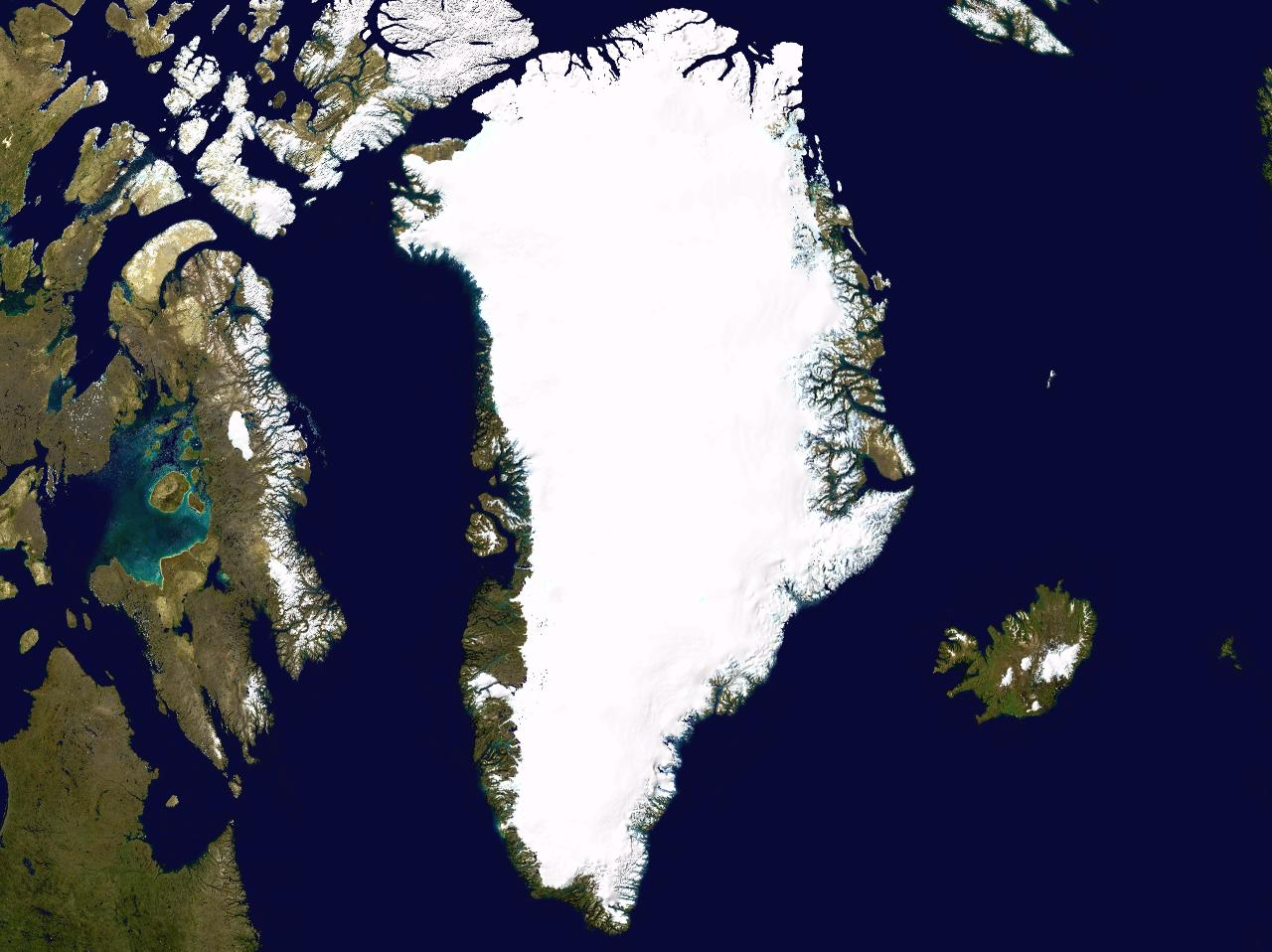
Mapa Grónska
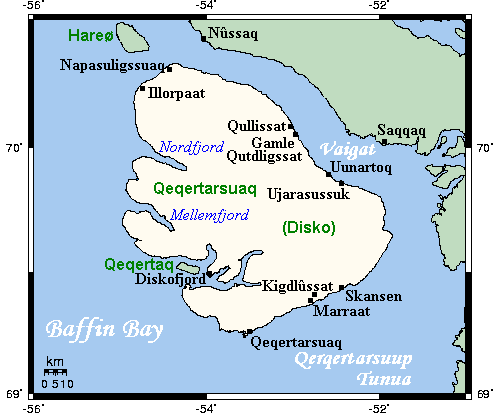
Mapa Diska
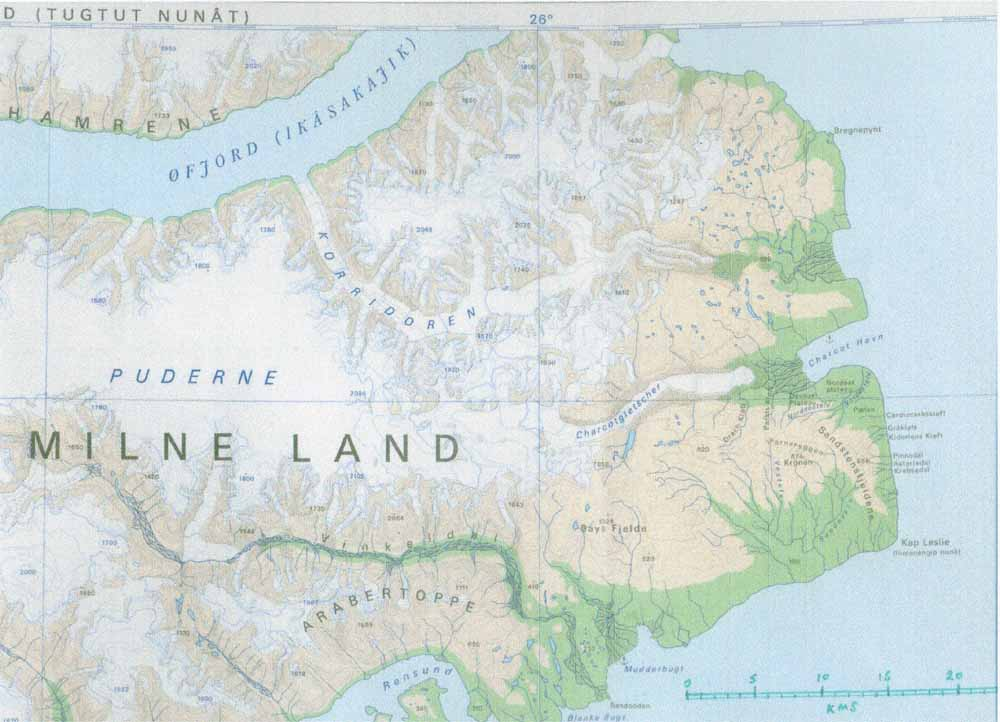
Mapa západní části Milnelandu
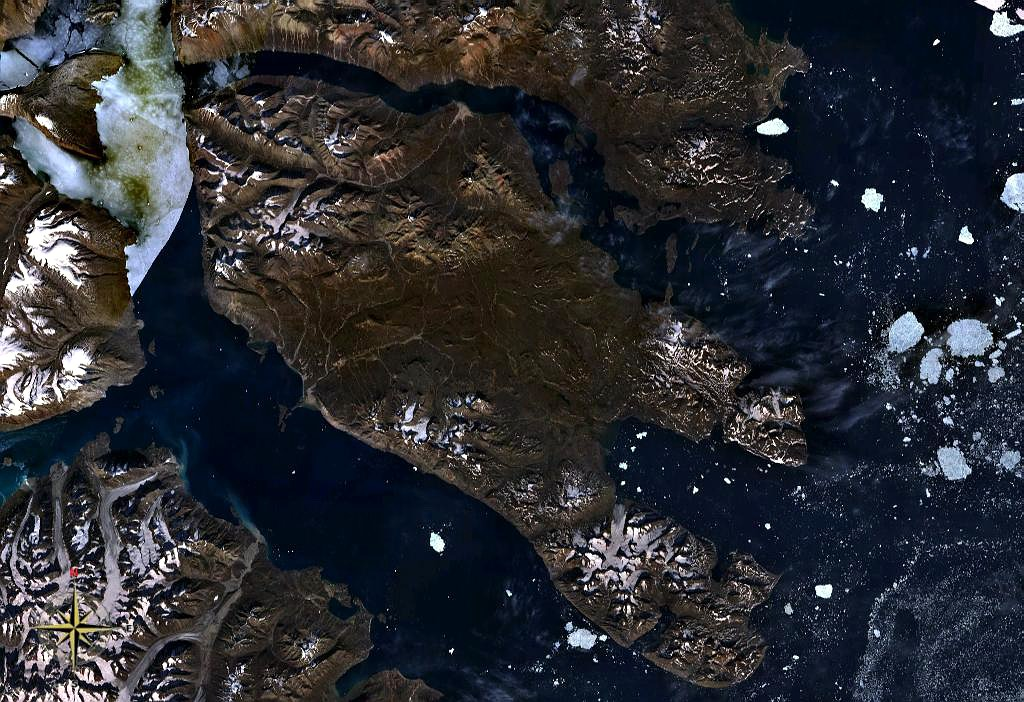
satelitní snímek ostrova Traill
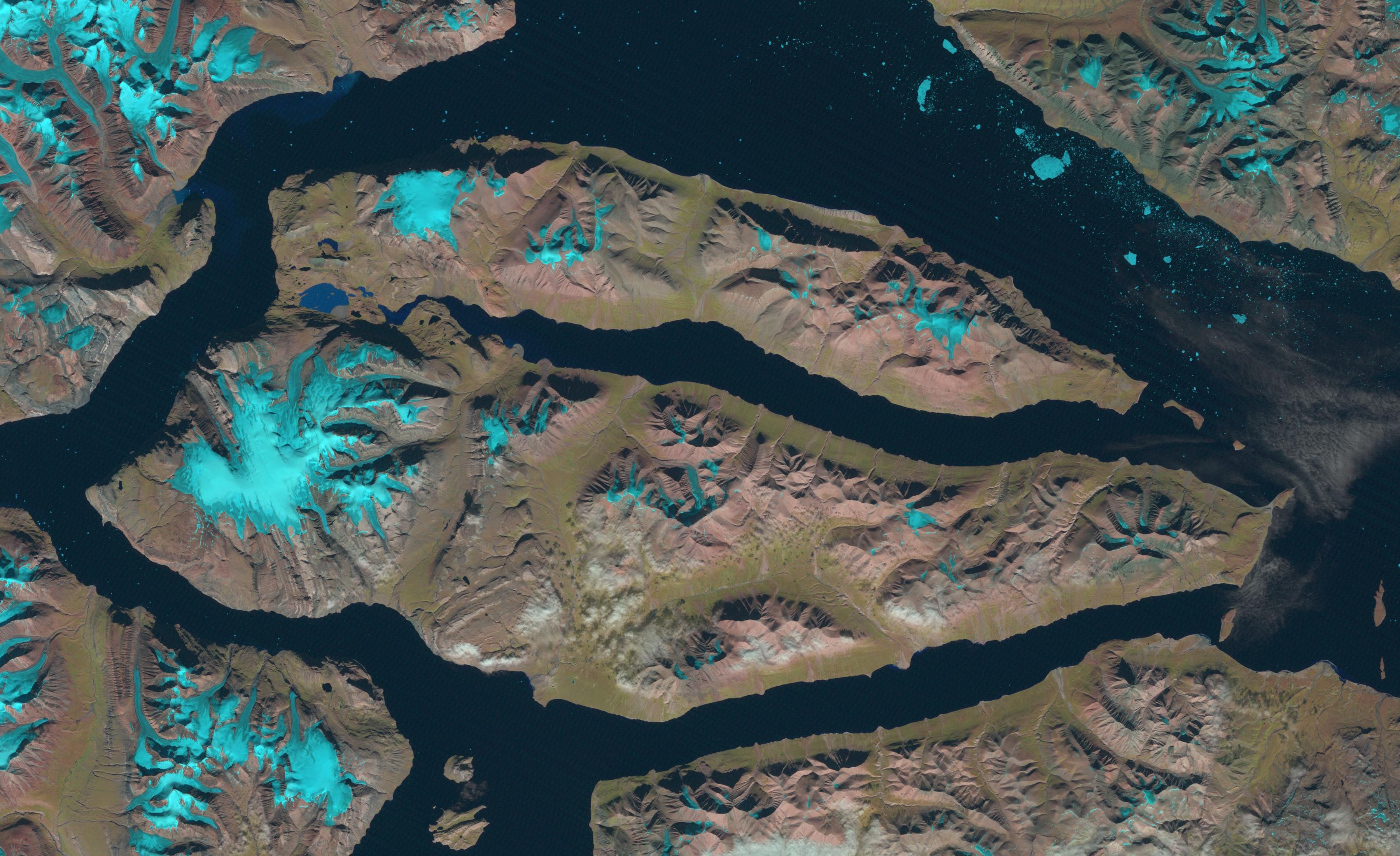
satelitní snímek ostrova Ymer